# Fatima Sana Shaikh
Fatima Sana Shaikh (Bombay, 11 januari 1992) is een Indiaas actrice die voornamelijk in Hindi films speelt.

## Biografie
Shaikh was als klein kind al te zien in films en televisieseries. Ze maakte haar debuut als volwassene met de film Tahaan. Ze verwierf bekendheid met Dangal, dat de Indiase film met de hoogste opbrengst ooit werd. Om geselecteerd te worden had ze vijf audities moeten doorstaan, volgde ze intensieve trainingen en verdiepte haar in beeldmateriaal om overtuigend als worstelaar over te komen.

## Filmografie
| Jaar | Film                   | Rol                          | Opmerking                   |
| ---- | ---------------------- | ---------------------------- | --------------------------- |
| 1997 | Ishq                   | kind in de armen van Kajol   | Als kind                    |
| 1997 | Chachi 420             | Bharti Ratan                 | Als kind                    |
| 1998 | Bade Dilwala           | Baby Sana                    | Als kind                    |
| 2001 | One 2 Ka 4             | agent Abbas' jongste dochter | Als kind                    |
| 2008 | Tahaan                 | Zoya                         |                             |
| 2012 | Bittoo Boss            | Priya                        |                             |
| 2013 | Akaash Vani            | Sumbul                       |                             |
| 2015 | Nuvvu Nenu Okkatavudam | Sruti                        | Telugu film                 |
| 2016 | Dangal                 | Geeta Phogat                 |                             |
| 2018 | Thugs of Hindostan     | Zafira Baig                  |                             |
| 2020 | Ludo                   | Pinky                        |                             |
| 2020 | Suraj Pe Mangal Bhari  | Tulsi Rane                   |                             |
| 2021 | Ajeeb Daastaans        | Lipakshi                     | Netflix film, verhaal Majnu |
| 2022 | Thar                   | Chetna                       |                             |
| 2023 | Dhak Dhak              | Shashi Kumar Yadav           |                             |
| 2023 | Sam Bahadur            | Indira Gandhi                |                             |
| 2025 | Metro... In Dino       | Shruti Shukla                |                             |
| 2025 | Aap Jaisa Koi          | Madhu Bose                   | Netflix film                |